# 明镜湖 (青海)
明镜湖位于中国青海省西南部治多县境内，地处西金乌兰湖和乌兰乌拉湖。滨湖分布着许多因湖泊退缩残留的小湖。湖泊形状不规则，多半岛、沙咀、湖湾和小岛。湖泊面积88.1平方公里，湖面海拔4790米。湖区气候极度干旱，年均气温-6～-4℃，年降水量150～200毫米。湖水主要依赖地表径流补给，集水区面积1150平方公里（不含节约湖），入湖河流以盼来沟最大。丰水期有节约湖水泄入。